# Gerret Korsemann
Gerret Korsemann, född 8 juni 1895 i Nebel, Amrum, död 16 juli 1958 i München, var en tysk SS-Gruppenführer.
Under andra världskriget var Korsemann bland annat SS- och polischef i Rivne i det av Tyskland ockuperade Sovjetunionen. Han beordrade massmordet på 12 000 judar i Drobitskij Jar i närheten av Charkiv.